# Stahlkante

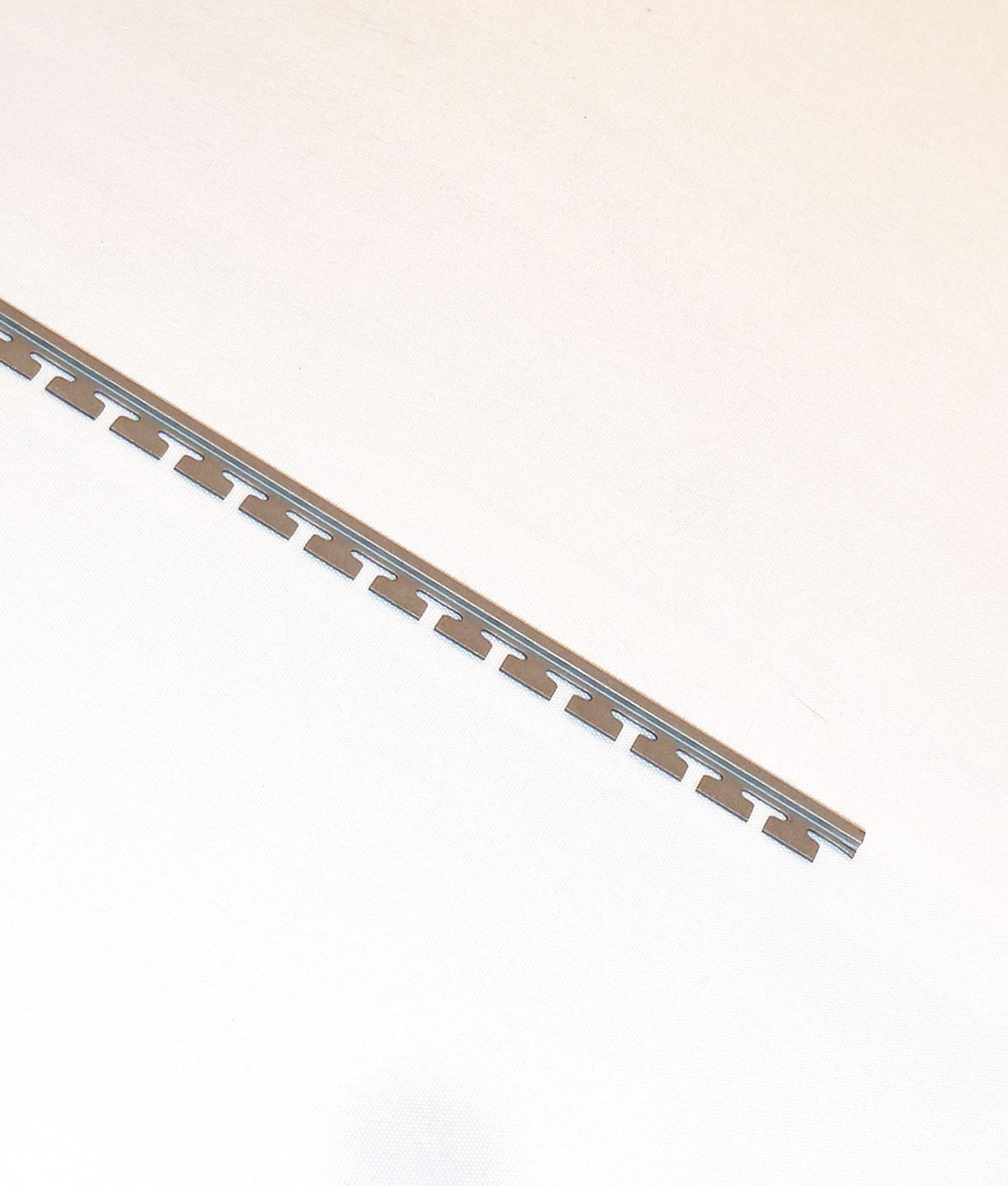
Stahlkante für Ski

Stahlkanten haben auf Wintersportgeräten eine wichtige Funktion zur Stabilisierung der Fahrt und zur Steigerung der Haltbarkeit (siehe Obsoleszenz).
Bereits 1929 ließ sich der Skisportler und Tüftler Rudolf Lettner aus Hallein Stahlkanten für Ski patentieren. Seine ersten Prototypen fertigte er aus Uhrfedern, die er auf die Lauffläche schraubte. In wenigen Jahren änderte die Stahlkante die Skitechnik – sie führte von breiter Skiführung zur geschlossenen. Im Rennlauf der 1930er Jahre waren die "geschraubten Kanten" bereits unabdingbar für gute Leistungen.
Ab den frühen 1950er Jahren wurden von der Firma C.D. Wälzholz Profilkanten, die im Verpressvorgang integriert waren, für viele namhafte Skihersteller entwickelt. Durch Rennerfolge auf Skiern mit Profilkanten, die bei den Olympischen Winterspielen 1956 in Cortina bereits durchschlagende Vorteile zeigten, setzten sich Profilstahlkanten auch in der Massenproduktion durch. 
Die Kantenpflege – Schärfen, Entgraten, Polieren – gehört neben der Pflege des Skibelags zu den wichtigsten Aufgaben beim Skiservice. 
Beim Snowsurfen – dem Swingbo und den Snowboards – kamen die ersten Modelle mit Stahlkanten um 1980 auf den Markt und wurden hier innerhalb weniger Jahre zum Standard. Die Kanten-Versuche der Snurfer-Pioniere um 1970 hatten allerdings noch keinen bleibenden Erfolg.
Führender Hersteller von Ski- und Snowboardkanten ist die C.D. Wälzholz KG mit einem Marktanteil in den USA von über 90 Prozent und in Europa von rund 60 Prozent.
Die Fortsetzung der seitlichen Stahlkante an der Skispitze ist der Spitzenschoner und am Skiende der Endenschoner.

## Stahlkante im Bauwesen
Stahlkanten werden auch auf anderen Gebieten eingesetzt, z. B. im Bauwesen zum Schutz von ausgesetzten Mauerkanten und Verputz. Hier haben sie jedoch keinen flachen, sondern eckigen Querschnitt.